# Mała Orla Turniczka
Mała Orla Turniczka (niem. Kleines Adlertürmchen, słow. Malá Orlia vežička, węg. Kis-Sas-tornyocska) – wznoszący się na wysokość około 2158 m ząb skalny w długiej wschodniej grani Świnicy w polskich Tatrach Wysokich. Jest to niższa, wschodnia z Orlich Turniczek. Dokładniej znajduje się w zachodniej grani Orlej Baszty pomiędzy Wielką Orlą Turniczką, od której oddziela ją mała, szeroka Orla Przełączka Wyżnia, a głównym wierzchołkiem Orlej Baszty, oddzieloną przez dwusiodłową Orlą Przełączkę Niżnią, przez którą poprowadzony jest szlak Orlej Perci. Od północnej strony urwisko Małej Orlej Turniczki wznosi się około 15 m nad szlakiem. Południowe stoki Małej Orlej Turniczki opadają do Dolinki Buczynowej, północne do doliny Pańszczycy.
Wierzchołki Orlich Turniczek są niedostępne dla turystów. Z Granackiej Przełęczy szlak Orlej Perci prowadzi północnymi stokami Wielkiej i Małej Orlej Turniczki. Odcinek ten jest eksponowany i ubezpieczony łańcuchami. Na odcinku tym do 2004 r. zdarzył się jeden wypadek śmiertelny. Na drugą stronę grani Orla Perć przechodzi w Orlej Przełączce Niżniej.

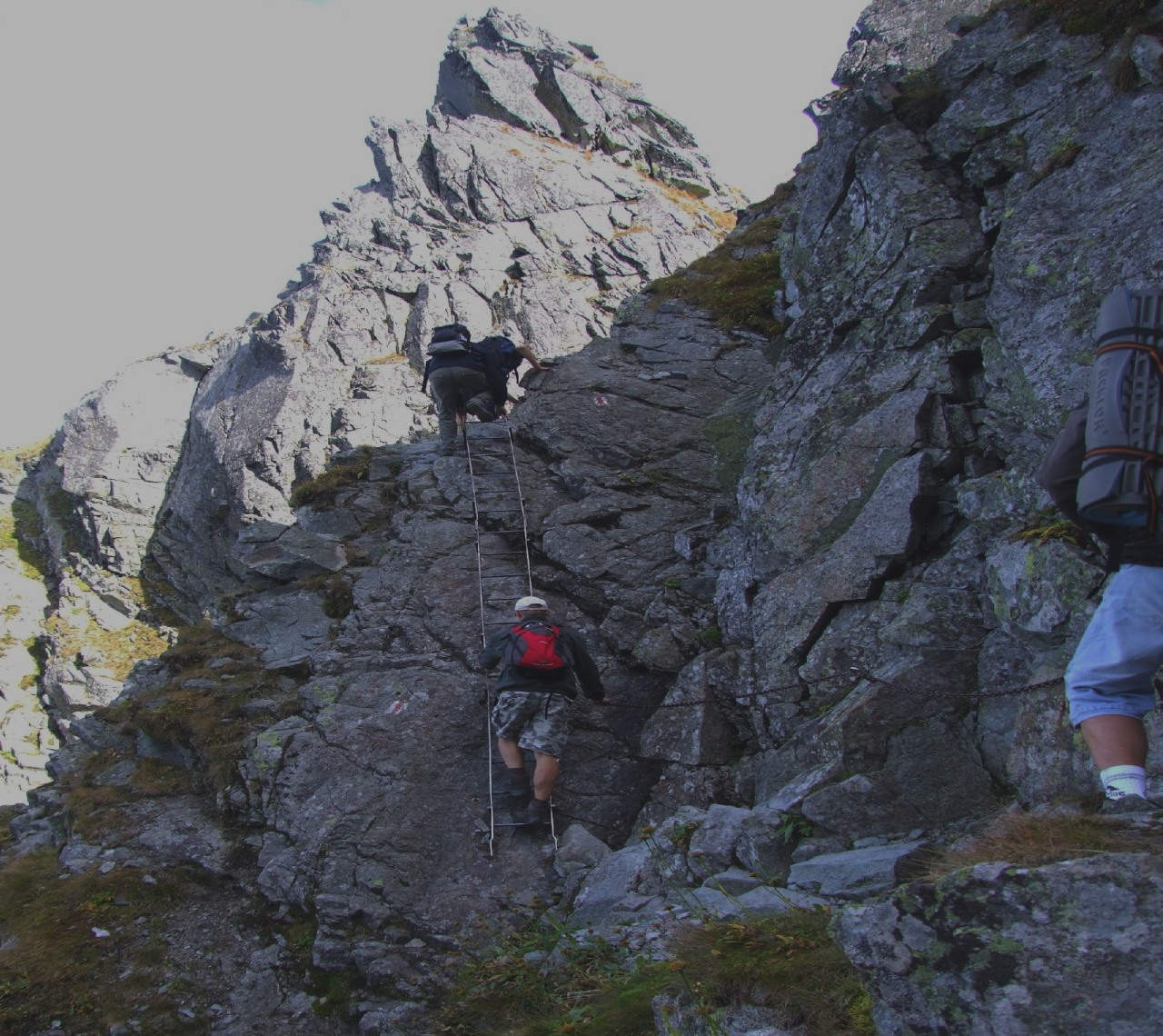
Orla Perć na północnej ścianie Małej Orlej Turniczki
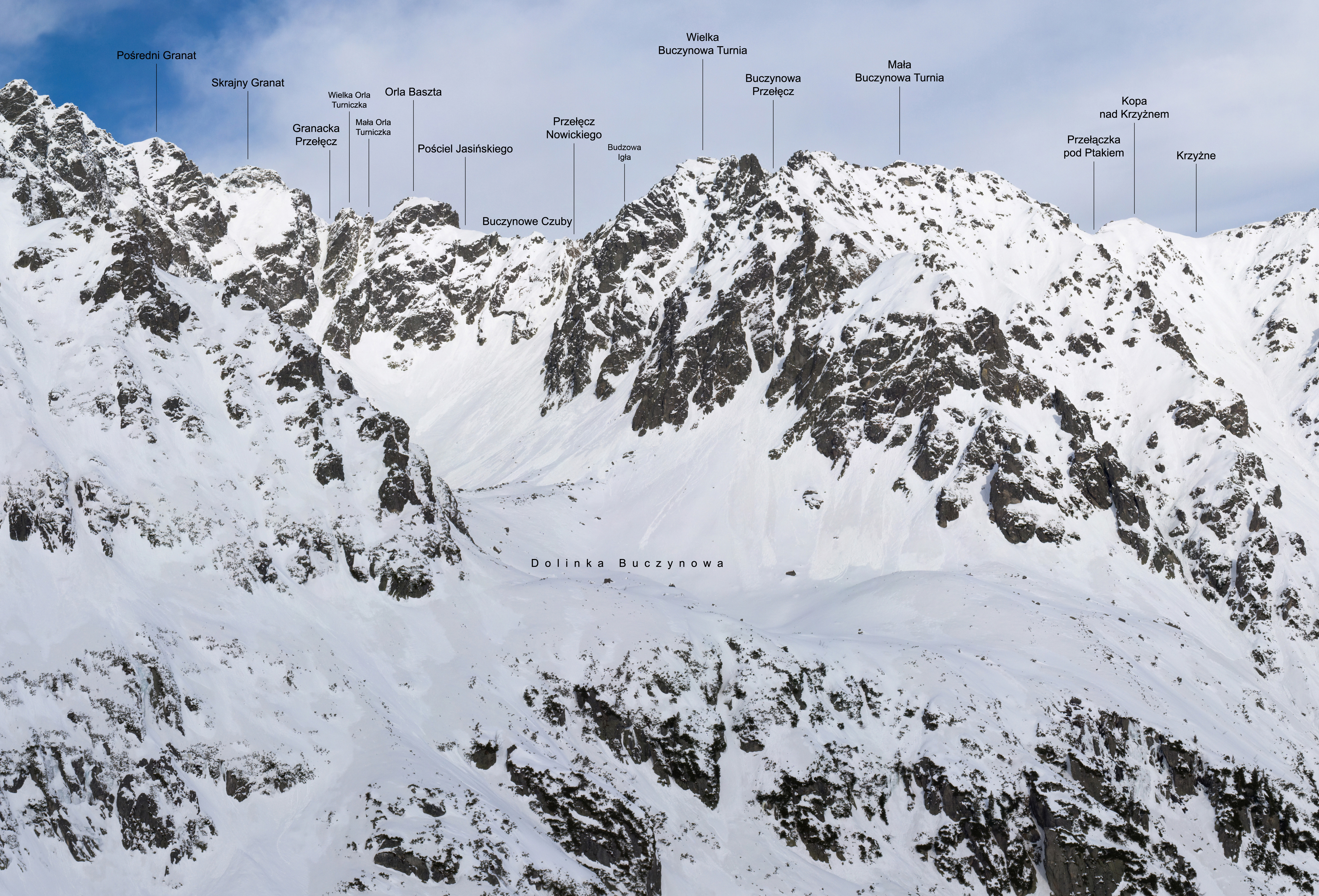
Mała Orla Turniczka wśród podpisanych obiektów

Pierwsze odnotowane wejścia:
- Wielka Orla Turniczka – Zygmunt Klemensiewicz, Jerzy Maślanka, 13 sierpnia 1904 r.,
- Mała Orla Turniczka – Zygmunt Klemensiewicz, Roman Kordys, 3 sierpnia 1905 r.[4]

## Szlaki turystyczne
– (Orla Perć) przebiegający granią główną z Zawratu przez Kozi Wierch, Granaty i Buczynowe Turnie na Krzyżne.
- Czas przejścia z Zawratu na Krzyżne: 6:40 h
- Czas przejścia z Krzyżnego na Kozi Wierch (część Zawrat – Kozi Wierch jest jednokierunkowa!): 3:35 h